# Cosmic Cowboys
Cosmic Cowboys è un cartone animato di origini franco-canadesi, prodotto dalla LuxAnimation, Alphanim, France 3, Tooncan Productions VI e Europool e trasmesso in Italia da Rai Gulp dal marzo 2008.

## Trama
Dook e Curtis sono due bizzarri cacciatori di taglie intergalattici che viaggiano per lo spazio interstellare per arrestare i criminali che intendono distruggere o dominare l'universo. 

## Personaggi
- Curtis: è un gatto di colore azzurro che non segue mai le regole e fa tutto di testa sua. Gli piace guardare la TV sdraiato sul divano Saloon mentre mangia schifezze di ogni tipo. Doppiato da Nanni Baldini.
- Dook: è un bufalo tutto verde che al contrario di Curtis è sempre responsabile e pensa sempre prima di agire. Doppiato da Paolo Buglioni.
- Nonna: è il capo di Curtis e Dook che li informa di tutti i criminali che stanno seminando il panico nell'universo, lei non li vede di buon occhio, anzi pensa che siano degli incapaci e spesso li sgrida perché combinano solo guai. Doppiato da Paola Giannetti.
- Sirial Bob: è un coniglietto rosa confetto ed è anche il loro acerrimo nemico. Molto spesso è lui a voler cercare di dominare l'universo. Serial Bob pensa che Curtis e Dook siano degli stupidi e molto spesso si rivolge loro con l'appellativo di Babbei. Inoltre se qualcuno osa dirgli che è carino, lui si infuria e comincia ad urlare dicendo di non essere carino ma cattivo, psicopatico, lunatico e così via e subito dopo comincia a picchiare colui che l'ha chiamato in quel modo.[3] Doppiato da Luigi Rosa.